# 布鲁斯环形山

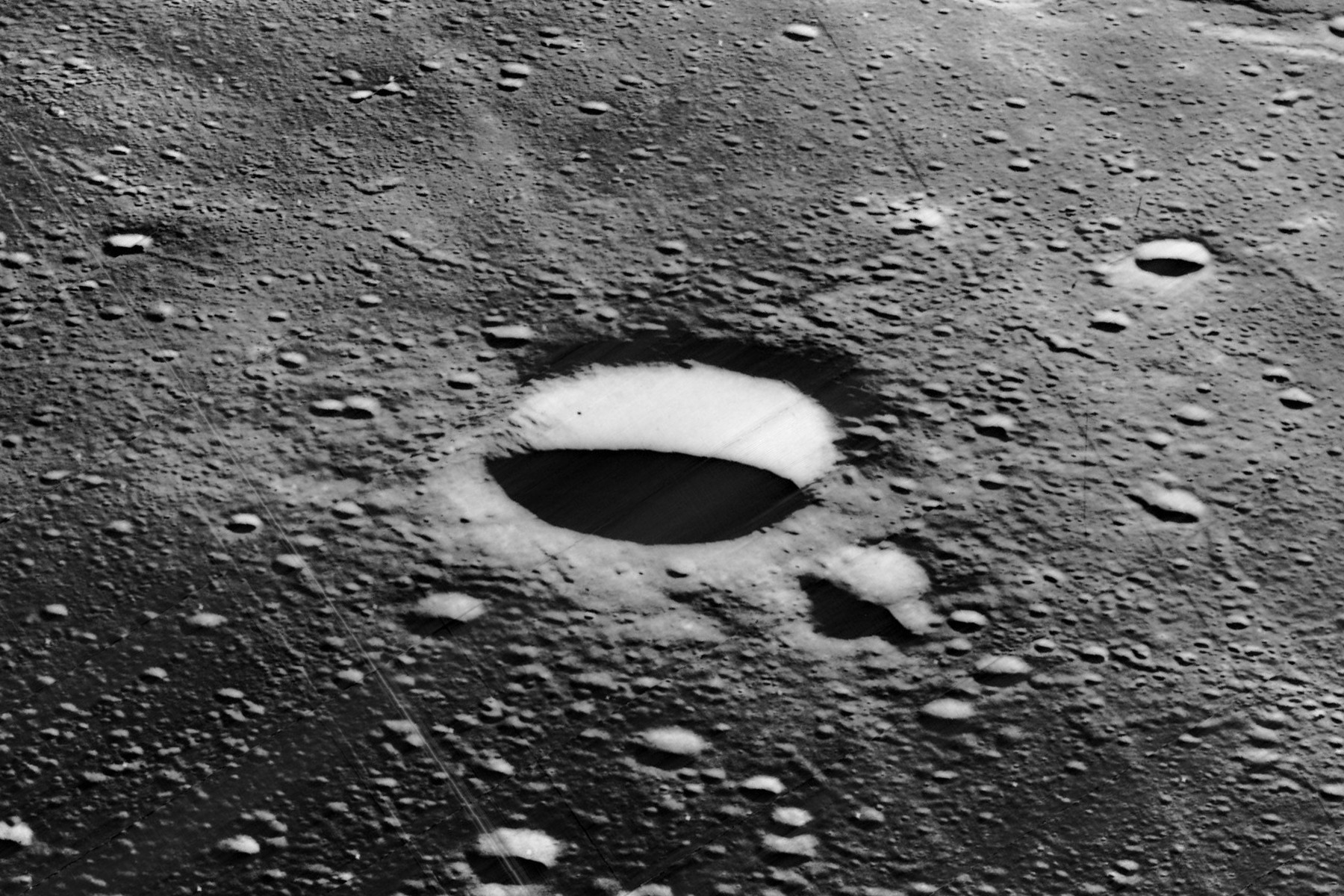
月球轨道器4号拍摄的西向视图

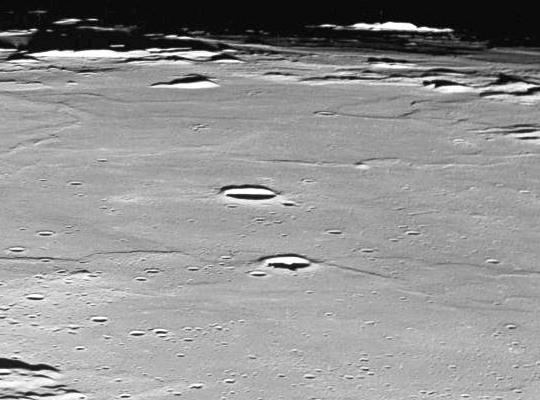
阿波罗10号拍摄的西向斜视图，布鲁斯陨石坑居中，下方为布莱格陨石坑。

布鲁斯陨石坑（Bruce）是月球中央湾中的一座小撞击坑，距月球正面中心点不到40公里。其名称取自美国著名慈善家及天文事业赞助人凯瑟琳·沃尔夫·布鲁斯（1816年—1900年），1935年被国际天文联合会批准接受。

## 描述
该陨坑位于不规则的雷蒂库斯陨石坑西北偏西，西北毗邻大撞击坑-麦奇生环形山、东北偏北是较小的克拉德尼陨石坑、特里斯纳凯尔陨石坑坐落在它的东北，往西33公里是更小的布莱格陨石坑。该陨坑中心月面坐标为1°10′N 0°22′E / 1.16°N 0.37°E，直径6.14公里，
深度1.23公里。
该圆杯状的陨坑几乎未受侵蚀，坑底或边缘均无醒目的撞击坑；坑壁平均高出周边地区230米，内部容积大约9.26公里³。一条暗纹从东到西横贯整个陨坑。陨坑四周被月海环绕，东侧月表上散布有一些微小的陨洞。
布鲁斯陨石坑具有典型年轻陨坑的高反照率特征，已被月球和行星观测协会（ALPO）列入《带有明亮射纹系统的撞击坑列表》；其形态特征隶属ALC 型（以该类陨坑的典型代表-“阿尔巴塔尼C坑”所命名）。
距东南偏南不到40公里是月面坐标系统的原点。如在站在该陨坑底部，地球总出现在它的正上方。美国勘测者4号和勘测者6号都曾先后降落在布鲁斯陨石坑西南偏南50公里的地方。